# Cirque du Soleil
Cirque du Soleil (em português, Circo do Sol) é uma companhia multinacional de entretenimento, sediada na cidade de Montreal, Canadá.
Foi fundada em junho de 1984 na cidade de Baie-Saint-Paul pelos artistas de rua Guy Laliberté e Gilles Ste-Croix, sendo atualmente a maior companhia circense do mundo.

## Criação
O Cirque de Soleil foi fundado em Baie-Saint-Paul em 1984 pelos artistas de rua Guy Laliberté e Daniel Gauthier, em resposta a um apelo feito pelo Commissariat général aux célébrations 1534-1984 do governo de Quebec pela celebração do 460° aniversário da descoberta do Canadá pelo explorador francês Jacques Cartier (1491-1557). Em 2000, Guy Laliberté comprou a parte do circo referente a Gauthier, que atualmente é o dono da área de ski Le Massif no rio São Lourenço. Atualmente o Cirque du Soleil é dirigido por Guy Laliberté, proprietário de 95% do patrimônio da companhia e presente na lista de bilionários da revista Forbes. Le Grand Tour du Cirque du Soleil fez grande sucesso em 1984, e após dois anos de fundação, Laliberté contou com a ajuda de Guy Caon, do National Circus School, para recriar a arte circense de modo particular.
Cada espetáculo do Cirque du Soleil é a síntese da inovação do circo, contando com enredo, cenário e vestuário próprios, bem como música ao vivo durante as apresentações.
De 1990 a 2000, o Cirque expandiu-se rapidamente, passando de um show com 73 artistas em 1984, para mais de 3.500 empregados em mais de 40 países, com 15 espetáculos apresentados simultaneamente e lucro anual estimado em US$800 milhões.

## História

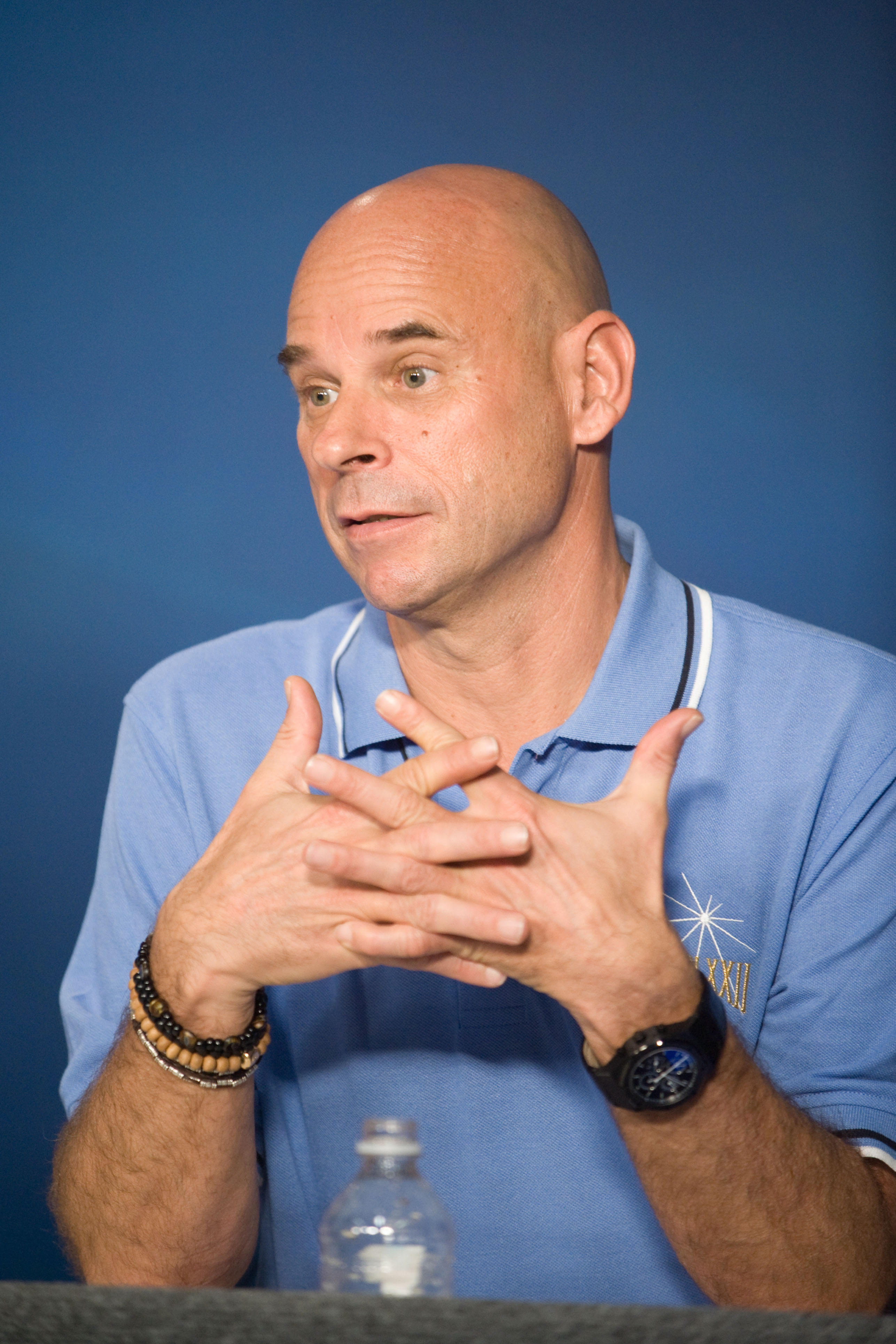
Guy Laliberté durante uma coletiva de imprensa em 2009

Objetivando a carreira de artista performático, o fundador do Cirque du Soleil Guy Laliberté iniciou uma turnê pela Europa como músico e artista de rua. Quando retornou ao Canadá, em 1967, aprendeu a arte de cuspir fogo. Ficou empregado por apenas três dias em um projeto de construção de uma hidrelétrica, e manteve-se com seu seguro desemprego. Ajudou a organizar, então, um bazar de verão, juntamente com seus amigos Daniel Gauthier e Gilles Ste-Croix. Gauthier e Ste-Croix estavam, na ocasião, coordenando um albergue de artistas: performáticos, denominado Le Balcon Vert. Em 1979, Ste-Croix decidiu realizar uma turnê com seu grupo. Apesar do talento dos artistas, a trupe não tinha fundos para tornar o projeto uma realidade, e o grupo decidiu convencer o governo de Quebec a financiar o projeto. Os três criaram então o Les Échassiers de Baie-Saint-Paul. Empregando diversos artistas, o Les Échassiers fez uma excursão por Quebec durante o verão de 1980.
Apesar de bem recebido pelo público em geral, Les Échassiers foi um fracasso. No outono de 1981, os fundadores da trupe obtiveram melhores resultados, o que inspirou Laliberté e Ste-Croix a organizarem uma feira em Baie-Saint-Paul. Esse festival, denominado La Fête Foraine, ofereceu oficinas para ensinar a arte circense ao público. De modo curioso, os próprios habitantes barraram o festival. Em 1983, o governo de Quebec doou ao grupo US$1,5 milhão para que o grupo organizasse uma produção no ano seguinte como parte das comemorações do 450º aniversário de Quebec. Laliberté denominou a sua criação de Le Grand Tour du Cirque du Soleil.

### Le Grand Tour du Cirque du Soleill
O grupo apresentou em 11 cidades de Quebec, durante treze semanas. A primeira apresentação ocorreu mediante inúmeras dificuldades. Utilizando uma tenda emprestada, Laliberté teve que lidar com a insatisfação dos artistas europeus pela inexperiência do circo de Quebec. No entanto, os problemas foram resolvidos e o Le Grand Tour du Cirque du Soleil foi um sucesso. Com apenas US$60 mil, Laliberté pediu ajuda ao governo canadense para fornecer fundos para um segundo ano de apresentação. Porém, o governo da província de Quebec estava resistente. Com a intervenção do premier de Quebec René Lévesque, o governo da província cedeu ao pedido.

### La magie continue

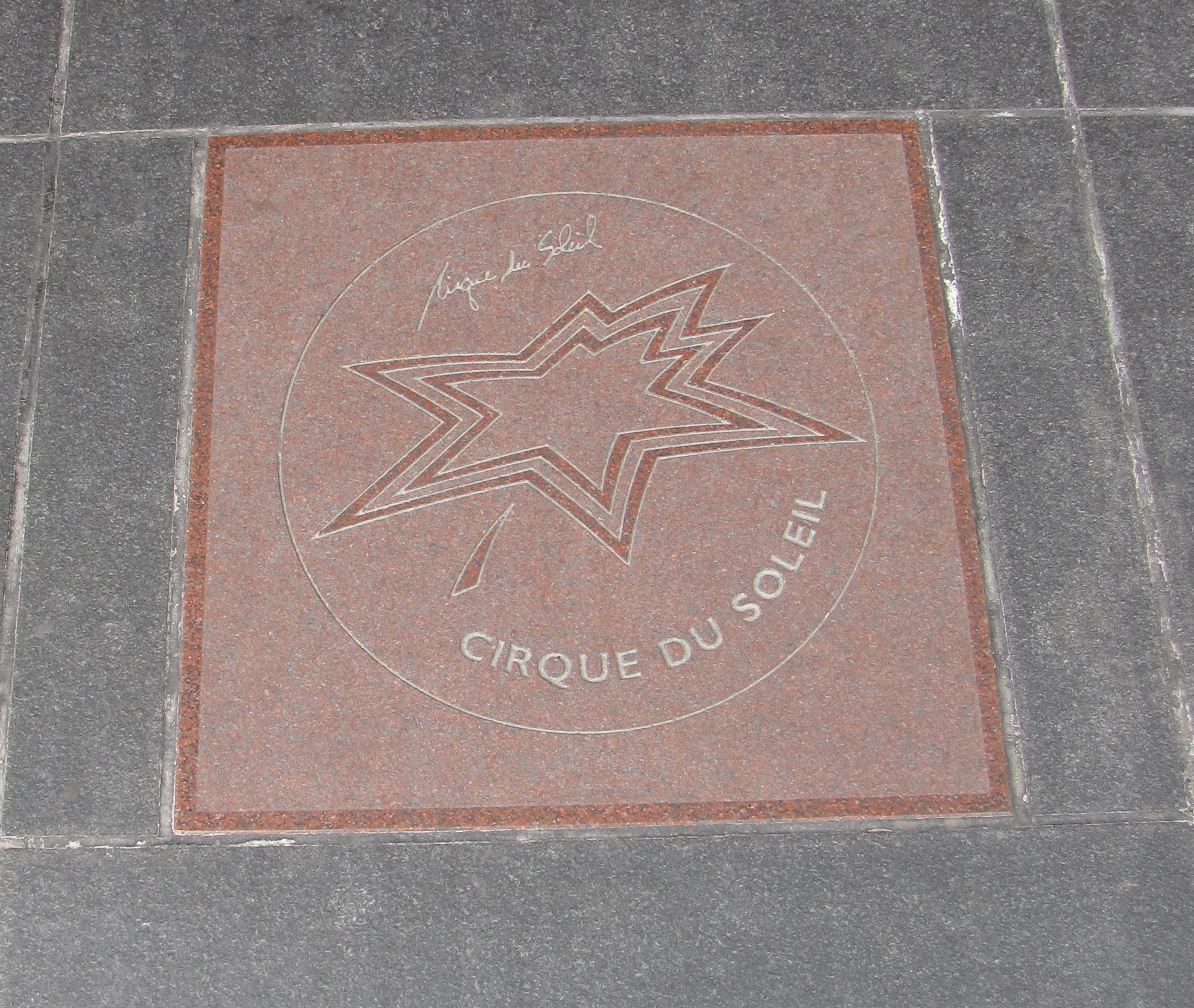
Estrela do Cirque du Soleil na Calçada da Fama do Canadá

Após conseguir fundos com o governo canadense para um segundo ano de apresentação, Laliberté deu passos para renovar o Cirque. Para tanto, ele contou com a ajuda de Guy Caron, do National Circus School, como diretor artístico do Cirque du Soleil. Ambos queriam uma música forte e emocionante do início ao fim do espetáculo, além de contar com o método do Circo de Moscou de contar uma história durante as apresentações. A ausência do picadeiro e do uso de animais nas apresentações têm como objetivo, na concepção dos criadores, trazer o espectador mais próximo da performance.
Para auxiliá-los na criação do próximo espetáculo, Laliberté e Caron contrataram Franco Dragone, outro instrutor do National Circus School, que estava trabalhando na Bélgica. Quando entrou na trupe, no ano de 1985, Dragone trouxe um pouco da sua experiência com a comédia Dell'arte. Daí em diante, Dragone dirigiu todos os espetáculos do Cirque, exceto o Dralion, dirigido por Guy Caron.
Em 1986, a companhia passou por sérios problemas financeiros. Em Toronto, o grupo apresentou para apenas 25% da capacidade total de espectadores depois de já não possuirem verbas para manter adequadamente os shows. Gilles Ste-Croix, vestido em uma fantasia de macaco, caminhou pelas ruas de Toronto como forma de divulgar os trabalhos do circo. Uma parada na cidade de Niagara Falls, em Ontário, tornou-se igualmente problemática, deixando o Cirque com US$750 mil de débito.
Diversos fatores impediram a falencia do circo nesse ano. O grupo Desjardins, instituição financeira sem fins lucrativos, ou espécie de Cooperativa de Crédito financiou o Cirque du Soleil na ocasião, cobriu US$200 mil em cheques. O financista Daniel Lamarre, que trabalhou para uma das maiores firmas de relação pública de Quebec, representou a firma gratuitamente. Além disso, o governo de Quebec garantiu a Laliberté a quantia suficiente para se manter no ano seguinte.

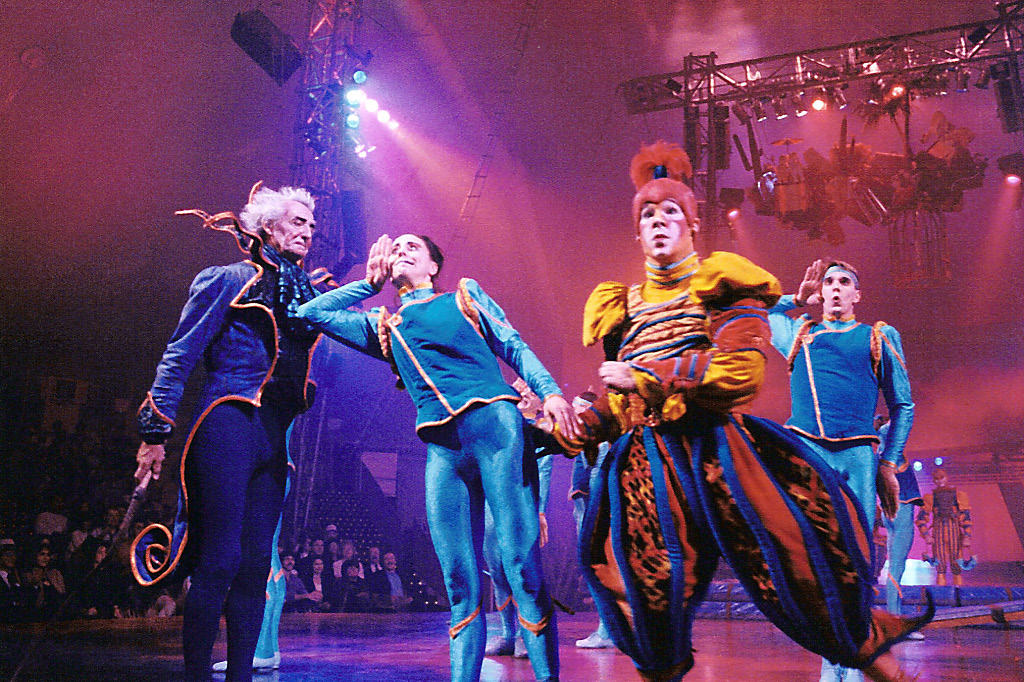
Cena do Espetáculo Nouvelle Expérience em 1993.

 O Circo funciona todos os dias das 6h30 às 21h30.

### Cirque Réinventé
Em 1987, Laliberté foi convidado a apresentar no Festival de Artes de Los Angeles, porém ainda encontrava-se com problemas financeiros. Se o show não fosse bem recebido pelo público, eles não teriam dinheiro para retornar à Montreal. No entanto, o festival foi um sucesso, e atraiu a atenção de empresas de entretenimento, como a Columbia Pictures, que teve interesse de gravar um vídeo sobre o Cirque du Soleil. Laliberté, insatisfeito com a proposta, recusou-a. Tal produção daria à Columbia Pictures muitos direitos autorais. Esse é um dos motivos que fazem com que o Cirque du Soleil seja independente e privado até hoje.
Diferenças artísticas fizeram com que Guy Caron deixasse a companhia em 1988, além de discussões a respeito da aplicação do dinheiro oriundo da primeira turnê de sucesso do Cirque. Laliberté queria usá-lo na expansão do Cirque e iniciar a produção de um segundo espetáculo, enquanto Guy objetivava economizar, e destinar parte da verba para o National Circus School.
Laliberté solicitou que Gilles Ste-Croix tornasse diretor artístico substituto. Ste-Croix, que encontrava-se afastado do Cirque desde 1967, aceitou o convite. A companhia encontrou novos problemas internos, incluindo uma tentativa frustrada de acrescentar um terceiro sócio, Normand Latourelle, que permaneceu apenas seis meses na companhia. Nos fins de 1989, o Cirque du Soleil encontrava-se novamente endividado.
No mesmo ano, o Cirque decidiu restabelecer o espetáculo Le Cirque Réinventé, porém a ideia foi logo abandonada. Laliberté e Ste-Croix decidiram então produzir um novo show com base nas ideias propostas por Caron antes da sua saída. Originalmente com o nome de Eclipse, eles renomearam o show para Nouvelle Experiénce.
Franco Dragone retornou, apesar de relutante. Tinha a intenção de retornar somente se tivesse total controle da criação dos espetáculos. Sua primeira medida foi a retirada da cortina que separava atores e plateia, fazendo com que ambos sentissem fazer parte de um grande show. Dragone criou um ambiente em que o artista mantivesse em seu personagem durante toda a apresentação. Apesar de Dragone possuir total controle sobre a criação, Laliberté supervisionou toda a produção. Inspirado na obra "La Chasse au Météore", de Júlio Verne, foi criado o conceito de que cada artista representava parte das jóias espalhadas ao redor da Terra.
Nouvelle Expérience tornou-se o espetáculo mais popular do Cirque du Soleil até aquele momento e foi apresentado até 1987. A produção permaneceu por alguns anos no The Mirage Resort and Hotel em Las Vegas. No fim de 1990, o Cirque tornou-se novamente lucrativo e encontrava-se preparado para iniciar uma nova produção.

## Espetáculos
| Nome                                     | Estreia           | Local                                                                                      | Formato                                                                        | Situação       |
| ---------------------------------------- | ----------------- | ------------------------------------------------------------------------------------------ | ------------------------------------------------------------------------------ | -------------- |
| Le Grand Tour du Cirque du Soleil        | 16 June 1984      | Turnê                                                                                      | Grand Chapiteau (1984) Arena (1984)                                            | (em norueguês) |
| Cirque du Soleil                         | 14 May 1985       | Turnê                                                                                      | Grand Chapiteau (1985)                                                         | (em norueguês) |
| La Magie Continue                        | 1 May 1986        | Turnê                                                                                      | Grand Chapiteau (1986)                                                         | (em norueguês) |
| Le Cirque Réinventé                      | 7 May 1987        | Turnê                                                                                      | Grand Chapiteau (1987–1990) Teatro (1990)                                      | (em norueguês) |
| Nouvelle Expérience                      | 8 May 1990        | Turnê                                                                                      | Grand Chapiteau (1990–1993)                                                    | (em norueguês) |
| Saltimbanco                              | 23 April 1992     | Turnê                                                                                      | Grand Chapiteau (1992–2006) Arena (1994, 2007–2012)                            | (em norueguês) |
| Fascination                              | 22 May 1992       | Turnê                                                                                      | Arena (1992)                                                                   | (em norueguês) |
| Mystère                                  | 25 December 1993  | Treasure Island, Las Vegas                                                                 | Residente (desde 1993)                                                         | Ativo          |
| Alegría                                  | 21 April 1994     | Turnê (1994-1999, 2001-2013), Beau Rivage, Biloxi, Mississippi, Estados Unidos (1999-2000) | Grand Chapiteau (1994–1999, 2001–2009) Residente (1999–2000) Arena (2009–2013) | (em norueguês) |
| Quidam                                   | 23 April 1996     | Turnê                                                                                      | Grand Chapiteau (1996–2010, 2015) Arena (2009, 2010–2016)                      | (em norueguês) |
| O                                        | 15 October 1998   | Bellagio, Las Vegas                                                                        | Residente (desde 1998)                                                         | Ativo          |
| La Nouba                                 | 23 December 1998  | Disney Springs, Lake Buena Vista, Florida                                                  | Residente (1998–2017)                                                          | (em norueguês) |
| Dralion                                  | 22 April 1999     | Turnê                                                                                      | Grand Chapiteau (1999–2010) Arena (2010–2015)                                  | (em norueguês) |
| Varekai                                  | 24 April 2002     | Turnê                                                                                      | Grand Chapiteau (2002–2013, 2017) Arena (2013–2017)                            | (em norueguês) |
| Zumanity                                 | 14 August 2003    | New York-New York, Las Vegas                                                               | Residente (2003–2020)                                                          | (em norueguês) |
| Kà                                       | 26 November 2004  | MGM Grand, Las Vegas                                                                       | Residente (desde 2004)                                                         | Ativo          |
| Corteo                                   | 21 April 2005     | Turnê                                                                                      | Grand Chapiteau (2005–2015) Arena (desde2018)                                  | Ativo          |
| Delirium                                 | 26 January 2006   | Turnê                                                                                      | Arena (2006–2008)                                                              | (em norueguês) |
| The Beatles Love                         | 2 June 2006       | The Mirage, Las Vegas                                                                      | Resident (2006–2024)                                                           | (em norueguês) |
| Koozå                                    | 19 April 2007     | Turnê                                                                                      | Grand Chapiteau (desde 2007)                                                   | Ativo          |
| Wintuk                                   | 1 November 2007   | Madison Square Garden, New York City                                                       | Temporada (2007–2011)                                                          | (em norueguês) |
| Zaia                                     | 26 July 2008      | The Venetian Macao, Cotai Strip, Macau                                                     | Residente (2008–2012)                                                          | (em norueguês) |
| Zed                                      | 15 August 2008    | Tokyo Disney Resort, Tokyo, Japan                                                          | Residente (2008–2011)                                                          | (em norueguês) |
| Criss Angel Believe                      | 26 September 2008 | Luxor, Las Vegas                                                                           | Residente (2008–2016)                                                          | (em norueguês) |
| Ovo                                      | 23 April 2009     | Turnê                                                                                      | Grand Chapiteau (2009–2015) Arena (desde 2016)                                 | Ativo          |
| Banana Shpeel                            | 19 November 2009  | Turnê                                                                                      | Teatro (2009–2010)                                                             | (em norueguês) |
| Viva Elvis                               | 16 December 2009  | Aria Resort and Casino, Las Vegas                                                          | Residente (2009–2012)                                                          | (em norueguês) |
| Totem                                    | 22 April 2010     | Turnê                                                                                      | Grand Chapiteau (2010–2020) Arena (2017)                                       | (em norueguês) |
| Zarkana                                  | 9 June 2011       | Aria Resort and Casino, Las Vegas                                                          | Teatro (2011–2012) Residente (2012–2016)                                       | (em norueguês) |
| Iris                                     | 21 July 2011      | Dolby Theatre, Los Angeles                                                                 | Residente (2011–2013)                                                          | (em norueguês) |
| Michael Jackson: The Immortal World Tour | 2 October 2011    | Turnê                                                                                      | Arena (2011–2014)                                                              | (em norueguês) |
| Amaluna                                  | 19 April 2012     | Turnê                                                                                      | Grand Chapiteau (2012–2020)                                                    | (em norueguês) |
| Michael Jackson: One                     | 23 May 2013       | Mandalay Bay Resort and Casino, Las Vegas                                                  | Resident (desde 2013)                                                          | Ativo          |
| Kurios: Cabinet of Curiosities           | 24 April 2014     | Turnê                                                                                      | Grand Chapiteau (desde 2014)                                                   | Ativo          |
| Joyà                                     | 8 November 2014   | Vidanta, Riviera Maya, México                                                              | Resident (desde 2014)                                                          | Ativo          |
| Toruk — The First Flight                 | 12 November 2015  | Turnê                                                                                      | Arena (2015–2019)                                                              | (em norueguês) |
| Paramour                                 | 16 April 2016     | New York City e Hamburgo, Alemanha                                                         | Teatro (2016–2020)                                                             | (em norueguês) |
| Luzia                                    | 21 April 2016     | Turnê                                                                                      | Grand Chapiteau (desde 2016)                                                   | Ativo          |
| Séptimo Día — No Descansaré              | 9 March 2017      | Turnê                                                                                      | Arena (2017–2018)                                                              | (em norueguês) |
| Volta                                    | 20 April 2017     | Turnê                                                                                      | Grand Chapiteau (2017–2020)                                                    | (em norueguês) |
| Crystal                                  | 5 October 2017    | Turnê                                                                                      | Arena (desde 2017)                                                             | Ativo          |
| Bazzar                                   | 14 November 2018  | Turnê                                                                                      | Grand Chapiteau (desde 2018)                                                   | Ativo          |
| Alegría: In a New Light                  | 18 April 2019     | Turnê                                                                                      | Grand Chapiteau (desde 2019)                                                   | Ativo          |
| X (The Land of Fantasy)                  | 3 August 2019     | Hangzhou, China                                                                            | Residente (desde 2019)                                                         | Vendido        |
| Axel                                     | 4 October 2019    | Turnê                                                                                      | Arena (2019–2020)                                                              | (em norueguês) |
| Messi 10                                 | 10 October 2019   | Turnê                                                                                      | Arena (desde 2019)                                                             | Ativo          |
| R.U.N                                    | 24 October 2019   | Luxor, Las Vegas                                                                           | Residente (2019–2020)                                                          | (em norueguês) |
| 'Twas The Night Before...                | 29 November 2019  | Turnê                                                                                      | Temporada (since 2019)                                                         | Ativo          |
| Drawn to Life                            | 18 November 2021  | Disney Springs, Lake Buena Vista, Florida                                                  | Residente (desde 2021)                                                         | Ativo          |
| Mad Apple                                | 12 May 2022       | New York-New York, Las Vegas                                                               | Resident (desde 2022)                                                          | Ativo          |
| Echo                                     | 20 April 2023     | Turnê                                                                                      | Grand Chapiteau (desde 2023)                                                   | Ativo          |
| Songblazers                              | 2 July 2024       | Turnê                                                                                      | Teatro (desde 2024)                                                            | Ativo          |
| ʻAuana                                   | 15 December 2024  | Outrigger Waikiki Beachcomber Hotel, Honolulu, Hawaii                                      | Residente                                                                      | Venceu         |

## Turnês no Formato Tenda

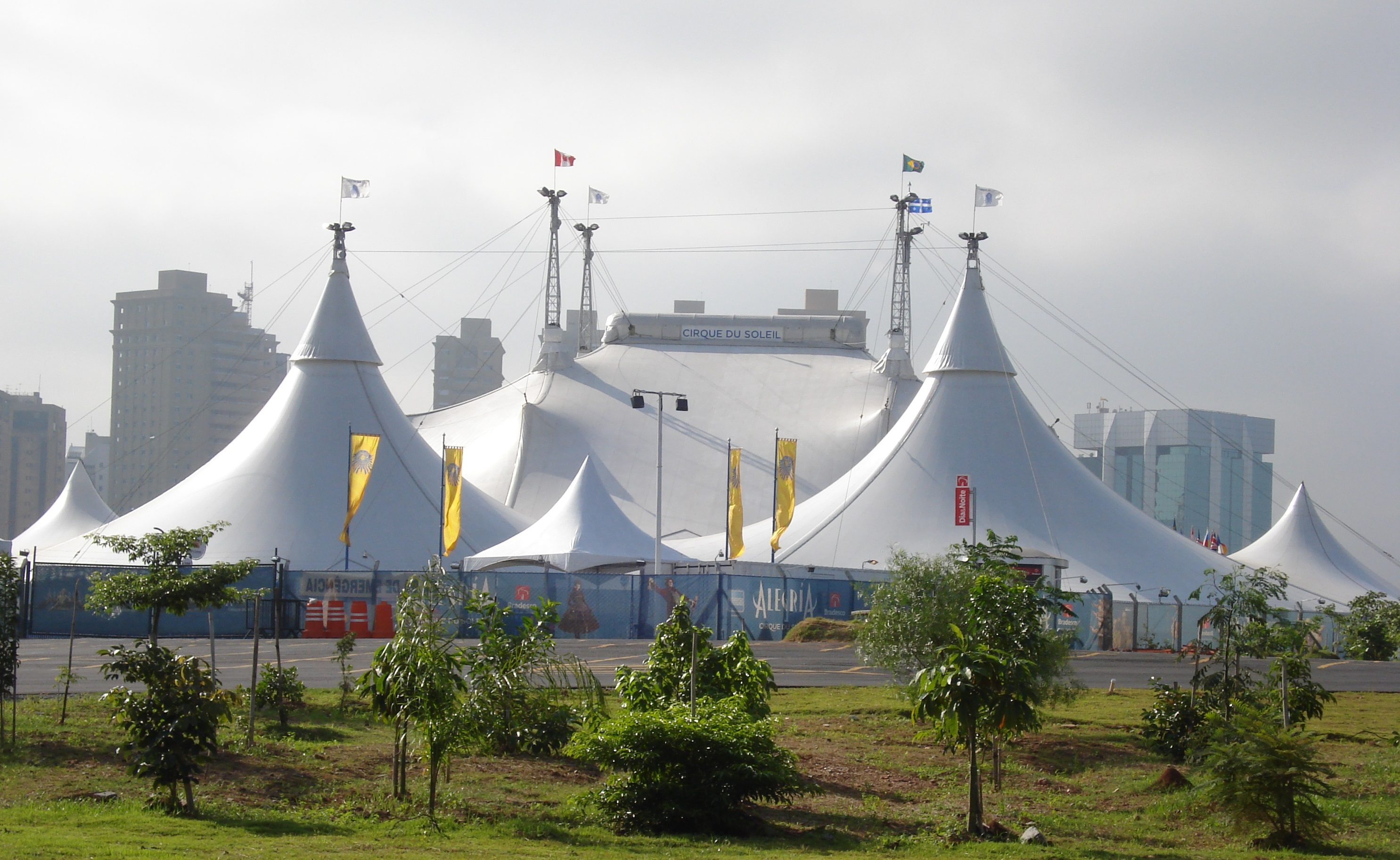
Tenda do espetáculo Alegría em São Paulo, no Parque Villa Lobos (Março de 2008)

O Cirque du Soleil inicia alguns de seus shows no formato de turnê por um longo período até serem modificados, se necessário, para se apresentarem em arenas. A infra-estrutura que viaja com cada show pode facilmente ser chamada de uma vila móvel; inclui a Grande Tenda (Big Top), a tenda de entrada, a tenda artística, além de cozinha, escritórios, armazéns e muito mais. Totalmente autossuficiente em energia elétrica, as instalações dependem localmente apenas do abastecimento de água e de um sistema de telecomunicações.
As turnês da companhia tem impacto financeiro significativo pelas cidades onde passa. Koozå, por exemplo, durante sua turnê por Santa Monica, California, trouxe uma renda estimada em US$16,700,000 (aproximadamente R$54.110,00) para a cidade e empresas locais.

### "Vila Móvel"
- Leva aproximadamente oito dias para ser montada e três dias para ser desmontada.
- Em algumas cidades, como The Entertainment Quarter em Sydney, a vila é pavimentada com um tipo especifico de "asfalto" para as tendas, a fim de proporcionar estabilidade que o chão local não daria.
- São necessários de 50 a 75 containers para transportar a grande quantidade de equipamentos de cada show em turnê. O show TOTEM, por exemplo, requer 65 containers para transportar 1,200 toneladas.
- São usados cinco geradores para providenciar energia elétrica para toda a vila móvel do Cirque.

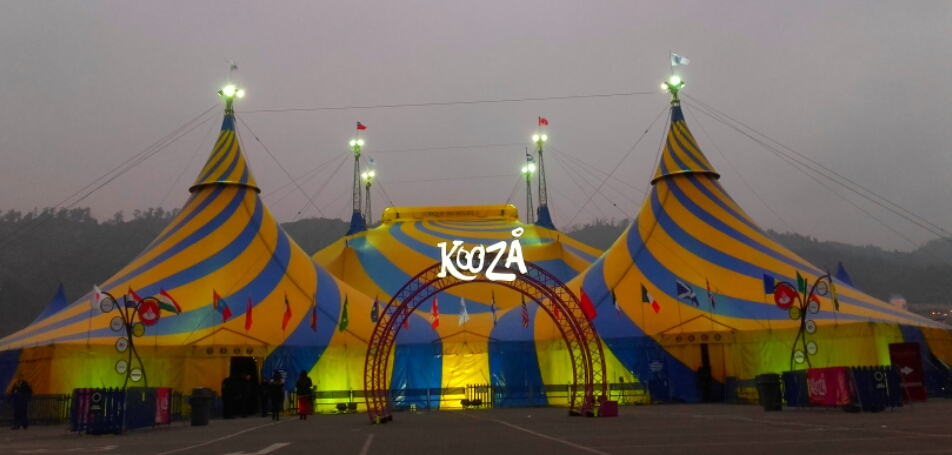
Tenda do espetáculo Kooza em Santiago, Chile.

### Tenda principal
- Todas as tendas principais usadas em turnê possuem tamanho padrão.
- Cada tenda pesa aproximadamente 5,2 toneladas.
- Possui 24 metros de altura e 51 metros de diâmetro.
- Pode acomodar mais de 2.600 espectadores a cada apresentação.
- Atualmente, existem vários tipos de tenda principal. A tradicional tenda azul e amarela possuí dois tipos: com listras horizontais e listras circulares, usadas durante turnês pelas Américas e Oceania, e uma tenda toda branca usada para turnês europeias.
- Duas tendas especiais (Branca com desenhos amarelos -representando o formato do sistema solar-, e branca com listras circulares cinza) foram criadas especialmente para os espetáculos Luzia e Volta, respectivamente.

### Outras tendas
- A tenda de entrada possui bomboniere, lojas, e merchandise.
- A tenda Tapis Rouge (VIP) suporta até 250 convidados.
- A tenda dos artistas possui camarins, uma área de treinamento totalmente equipada e uma sala de fisioterapia.
- A tenda usada como cozinha serve de 200 a 250 refeições por dia (6 dias por semana).

## Turnês no Brasil
- Saltimbanco

São Paulo, SP -  3 de Agosto a 22 de Outubro de 2006

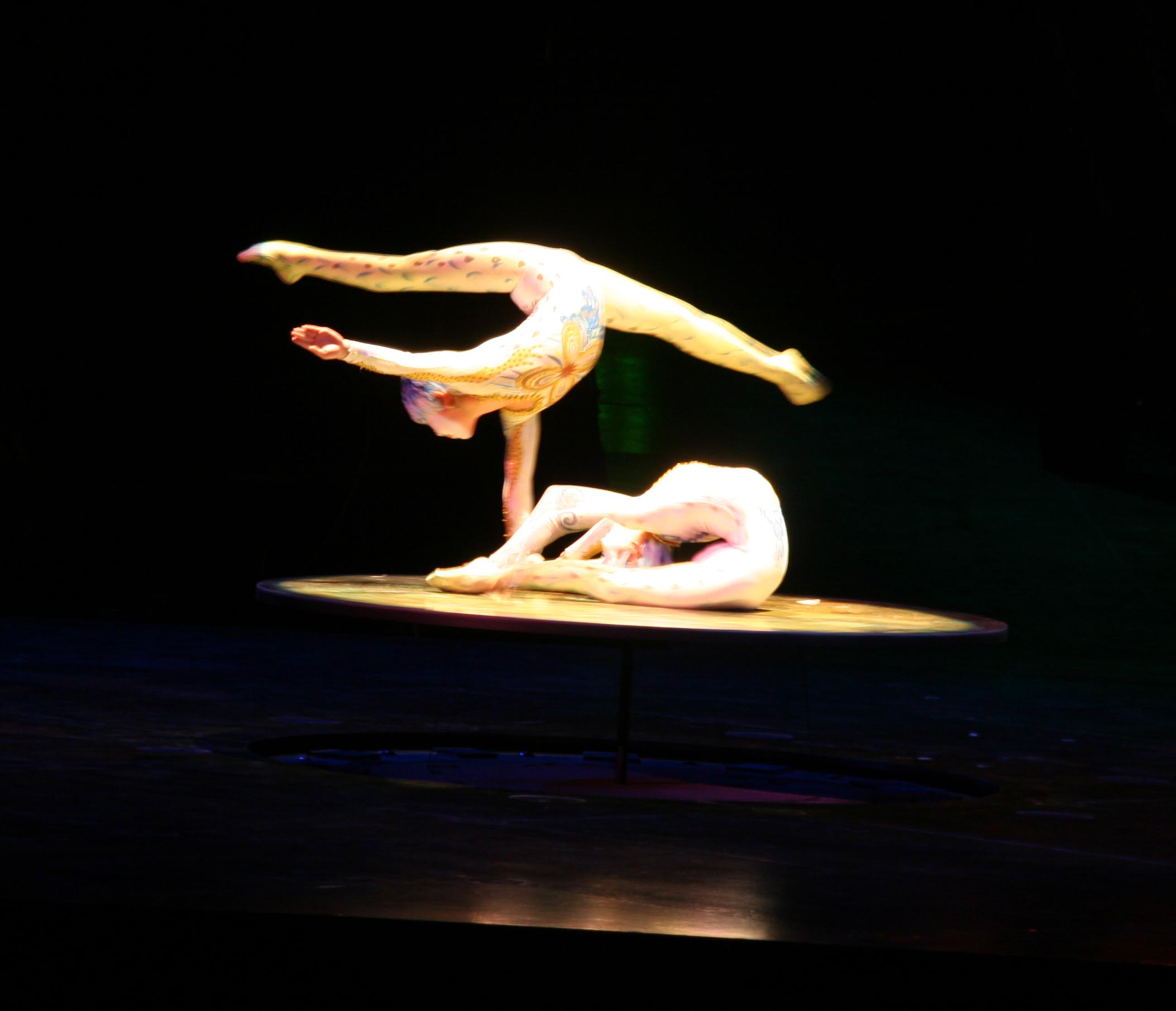
Número de "Contorção" do espetáculo Alegría.

Rio de Janeiro, RJ - 2 de Agosto a 10 de Dezembro de 2006
- Alegría

Curitiba, PR - 14 de Setembro a 7 de Outubro de 2007
Brasília, DF - 19 de Outubro a 11 de Novembro de 2007
Belo Horizonte, MG - 22 de Novembro a 16 de Dezembro de 2007
Rio de Janeiro, RJ - 27 de Dezembro de 2007 a 27 de Janeiro de 2008
São Paulo, SP - 7 de Fevereiro a 4 de Maio de 2008
Porto Alegre, RS - 15 de Maio a 8 de Junho de 2008
- Quidam

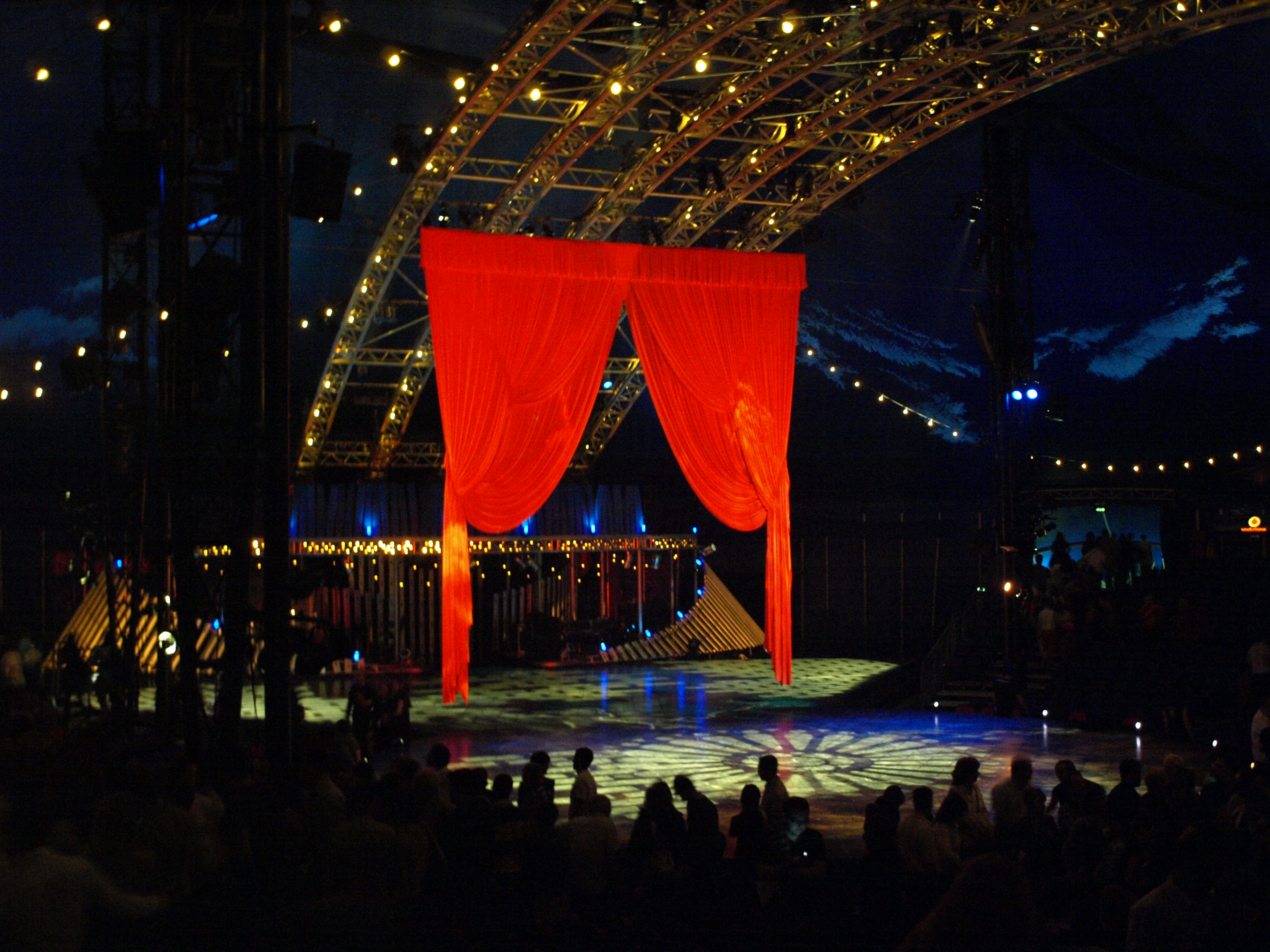
Palco de Quidam

Fortaleza, CE – 4 de Junho a 21 de Junho de 2009
Recife, PE –  9 de Julho a 2 de Agosto de 2009
Salvador, BA – 13 de Agosto a 31 de Agosto de 2009
Brasília, DF – 18 de Setembro a 11 de Outubro de 2009
Belo Horizonte, MG – 23 de Outubro a 15 de Novembro de 2009
Curitiba, PR – 27 de Novembro a 20 de Dezembro de 2009
Rio de Janeiro, RJ  – 7 de Janeiro a 7 de Fevereiro de 2010
São Paulo, SP – 19 de Fevereiro a 11 de Abril de 2010
Porto Alegre, RS  – 23 de Abril a 16 de Maio de 2010
- Varekai

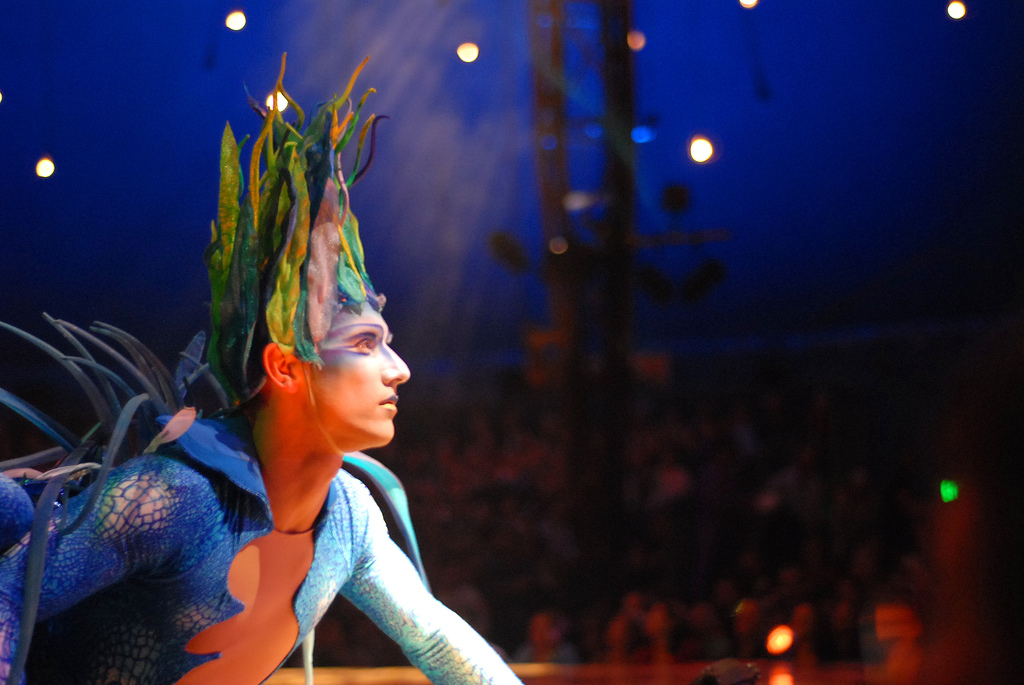
Um dos personagens de Varekai. (Melbourne, 2007)

São Paulo, SP - 15 de Setembro a 27 de Novembro de 2011
Rio de Janeiro, RJ  - 8 de Dezembro de 2011 a 8 de Janeiro de 2012
Belo Horizonte, MG - 19 de Janeiro a 12 de Fevereiro de 2012
Brasília, DF - 23 Fevereiro a 18 de Março 2012
Recife, PE - 30 de Março a 22 de Abril de 2012
Salvador, BA  - 3 de Maio a 3 de Junho de 2012
Curitiba, PR - 15 de Junho a 15 de Julho de 2012
Porto Alegre, RS - 26 de Julho a 26 de Agosto de 2012
- Corteo

São Paulo, SP - 30 de Março a 21 de Julho de 2013
Brasília, DF - 2 de Agosto a 8 de Setembro de 2013
Belo Horizonte, MG  - 19 de Setembro a 27 de Outubro de 2013
Curitiba, PR - 8 de Novembro a 15 de Dezembro de 2013
Rio de Janeiro, RJ  - 27 de Dezembro de 2013 a 23 de Fevereiro de 2014
Porto Alegre, RS -  6 de Março a 13 de Abril de 2014
- Amaluna

São Paulo, SP -  5 de Outubro a 17 de Dezembro de 2017
Rio de Janeiro, RJ - 28 de Dezembro de 2017 a 21 de Janeiro de 2018
- OVO

Belo Horizonte, MG - 7 a 17 de março de 2019
Rio de Janeiro, RJ - 21 a 31 de março de 2019
Brasília, DF - 5 a 13 de abril de 2019
São Paulo, SP - 19 de abril a 12 de maio de 2019

## Discografia
Os espetáculos do Cirque du Soleil tem como um dos grandes destaques a trilha sonora sempre influenciada por ritmos musicais atuais. Dentre vários compositores que já trabalharam no cirque, os mais requisitados são René Dupéré, Benoit Jutras e Violaine Corrad.
- Luzia (2016)
- Toruk – The First Flight (2016)
- JOYÀ (2016)
- Kurios: Cabinets Des Curiosités (2015)
- Zarkana (2013)
- Amaluna  (2012)
- Le Best Of 2 - Cirque Du Soleil (2012)
- Michael Jackson: The Immortal World Tour - Deluxe (2011)
- Michael Jackson: The Immortal World Tour (2011)
- Zarkana (2011)
- Iris (2011)
- Totem (2010)
- Ovo (2009)
- Zed (2009)
- Zaia (2009)
- 25 (complicação) (2009)
- Kooza (2008)
- Wintuk (2007)
- Delirium (2006)
- Corteo (2005)
- KÀ (2005)
- "O" (2004)
- Le Best Of Cirque Du Soleil (Compilação) (2004)
- Journey Of Man
- La Nouba (2000)
- Dralion (1998)
- Quidam  (1997)
- Mystère - Ao Vivo em Las Vegas (1996)
- Mystère (1994)
- Alegría (1994)
- Le Cirque Réinventé (1994)
- Nouvelle Experience (1993)
- Saltimbanco (1992)
- Cirque du Soleil (1988)
- Fanfafonie 45 (1984)

## Casualidades
- Em 2009, Oleksandr Zhurov, de 24 anos da Ucrânia, caiu de um balanço russo enquanto treinava na sede do Cirque em Montreal. Oleksandr morreu por lesões na cabeça sofridas no acidente.
- A primeira morte ocorrida durante uma apresentação ocorreu em 29 de Junho de 2013. A acrobata Sara Guyard-Guillot, de Paris - França, morreu após cair de 27 metros de altura durante o espetáculo KÀ no MGM Grand em Las Vegas.
- Em 29 de Novembro de 2016, um membro da equipe chamado Olivier Rochette foi atingido e morto por um equipamento durante a montagem do palco para o espetáculo Luzia em São Francisco, Rochette era filho de Gilles Ste-Croix, co-fundador do Cirque du Soleil.
- Em 17 de Março de 2018, o acrobata francês Yann Arnaud caiu no palco após perder o controle a uma altura de 4,5 metros, durante um espetáculo em Tampa, na Flórida. Ele chegou a ser levado para o hospital, mas não resistiu aos ferimentos.

## Reconhecimento
As criações do Cirque du Soleil já ganharam diversas premiações, tais como Bambi, Rose d'Or, Gemini e o Emmy.
Em 2001, a Interbrand consultoria classificou o nome Cirque du Soleil como o 22º nome de maior impacto global. E não à toa, já que cada ato do espetáculo emociona e contagia toda a plateia.